# Kloster Staffarda
Das Kloster Staffarda (Santa Maria di Staffarda) ist eine ehemalige Zisterzienserabtei im Piemont, Italien. Es liegt in der Gemeinde Revello in der Provinz Cuneo, am orographisch linken Ufer des Flusses Po, rund 8 km südöstlich von Cavour nahe der Straße nach Saluzzo.

## Geschichte

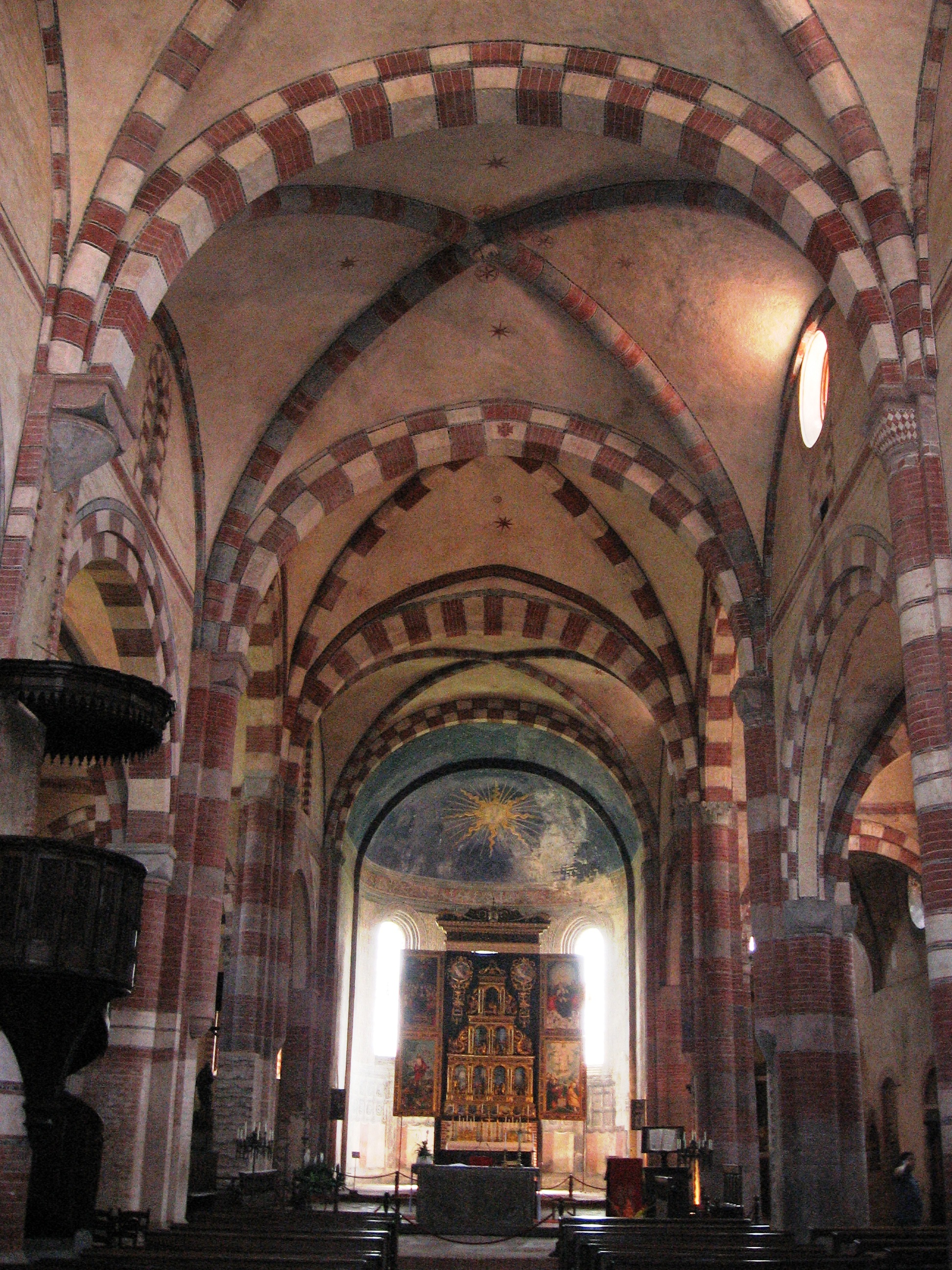
Mittelschiff der Kirche

Das Klostergelände wurde im Jahr 1135 von Markgraf Manfred I. von Saluzzo  gestiftet und von Mönchen besiedelt, die aus Kloster Tiglieto kamen. Möglicherweise existierte zu diesem Zeitpunkt an Ort und Stelle bereits ein Kloster. Somit gehörte das Kloster der Filiation der Primarabtei La Ferté an. Im 12. und 13. Jahrhundert wurden dem Kloster verschiedene Privilegien eingeräumt. Es gründete das nur kurzlebige Kloster Santa Maria di Sala im Latium. Auch das Kloster Rivalta di Torino wurde einige Jahrzehnte nach seiner Übernahme durch den Zisterzienserorden Staffarda unterstellt. Die Abtei Staffarda, die 1463 in Kommende gefallen war, trat 1497 in die italienische Zisterzienserkongregation ein. Die Gebäude wurden in der Schlacht von Staffarda im Jahr 1690 in Mitleidenschaft gezogen, danach aber wieder aufgebaut. Im Jahr 1750 wurde die Abtei von Papst Benedikt XIV. aufgehoben und dem Orden der Heiligen Mauritius und Lazarus übergeben. 1804 wurde die Kirche zur Pfarrkirche. Von 1826 bis 1840 und 1920 bis 1926 fanden Wiederherstellungsarbeiten statt. Bis heute befindet sich die Abtei im Besitz des Ordens, der mittlerweile ein Hausorden der Savoyer ist und die Abtei über eine Stiftung verwaltet.

## Anlage und Bauten

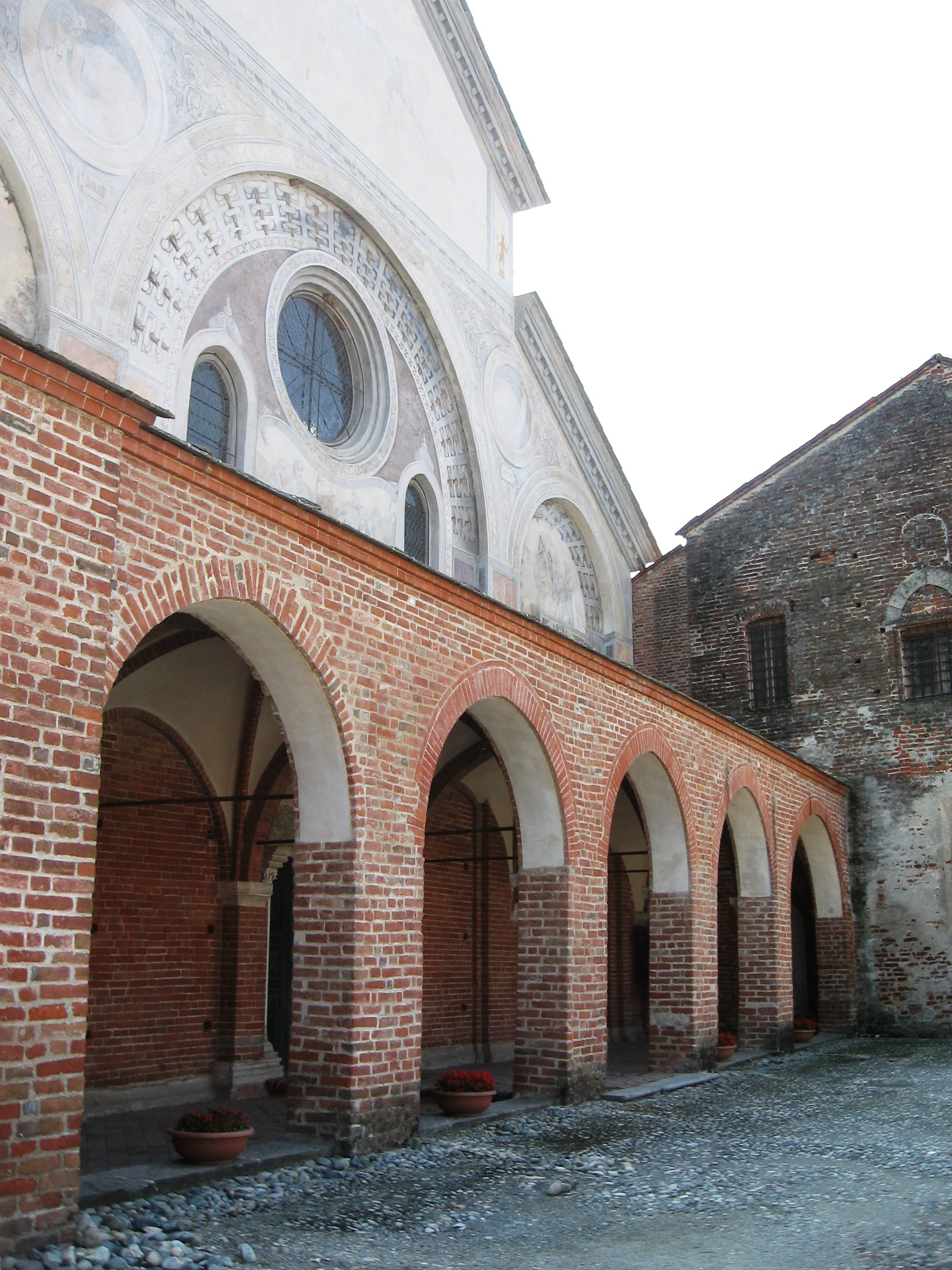
Kirchenfassade

Die dreischiffige, polychrom gestaltete Kirche mit Vorhalle hat drei Langhausjoche und ein Chorjoch, ein falsches Querschiff, das nicht breiter als die Langhausschiffe ist, und im Osten drei halbkreisförmige Apsiden. Von der südlich (rechts) von der Kirche gelegenen Klausur ist vor allem der Ostflügel mit dem neunjochigen Kapitelsaal und dem in der Südostecke gelegenen großen Arbeitssaal der Mönche von Interesse. Die Westseite der Klausur ist erneuert. Von dem großen Kreuzgang sind der Nord- und der Westflügel erhalten. Die Klausurgebäude wurden 1751 von Giovanni Tommaso Prunotti erhöht. Der Konversentrakt im Westen war durch eine Klostergasse (vgl. Kloster Eberbach) vom Kreuzgang getrennt. Weiter erhalten sind im Süden die Fremdenherberge (Foresteria, um 1230), das spätgotische Abtsgebäude und die vor 1300 errichtete offene Markthalle.